# Éterville
Éterville är en kommun i departementet Calvados i regionen Normandie i norra Frankrike. Kommunen ligger i kantonen Évrecy som ligger i arrondissementet Caen. År 2022 hade Éterville 1 567 invånare.

## Befolkningsutveckling
Antalet invånare i kommunen Éterville
Referens: INSEE